# آل ورث، نیو ساوت ولز
آل ورث (به انگلیسی: Allworth) یک شهرک در استرالیا است که در نیو ساوت ولز واقع شده‌است.